# Vlag van Bender

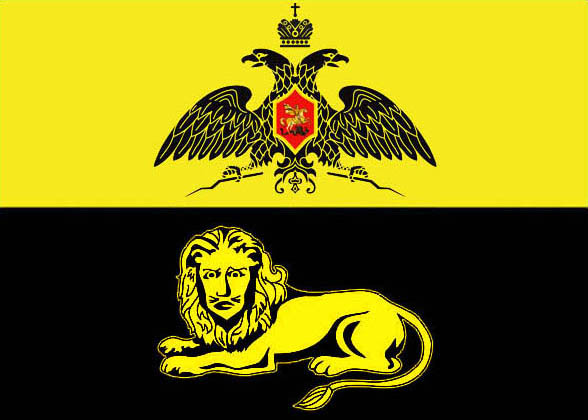
Vlag van Bender

De vlag van Bender werd op september 2003 goedgekeurd tijdens een zitting van de gemeenteraad van afgevaardigden. De vlag heeft een horizontale tweekleurige, herhaalt de kleuren en het patroon van het stadswapen, dat een exacte kopie is van het stadswapen uit het Keizerrijk Rusland. Het is verdeeld in twee velden:
- In het bovenste deel, gele veld ligt, een dubbelkoppige adelaar met een schild op de borst, versierd met een gouden kroon. De adelaar houdt in beide poten bliksemschichten, waarvan de vlammen naar beneden zijn gericht. Op het schild in het rode veld is de Joris van Cappadocië afgebeeld, zittend op een wit paard en een slang slaand met een speer.
- In het onderste, zwarte veld ligt een leeuw, als herinnering aan de moeilijke situatie van Karel XII van Zweden na de Slag bij Poltava.